# 三億円別件逮捕事件
三億円別件逮捕事件（さんおくえんべっけんたいほじけん）とは、1968年（昭和43年）に発生した三億円事件に付随して、翌1969年（昭和44年）に発生した被疑者の誤認逮捕事件、そしてそれに続く報道被害事件である。
1968年12月に東京都府中市で発生した現金輸送車襲撃事件（三億円事件）は、発生から1年が経過しても解決の目途は立っていなかった。しかし、事件からほぼ1年後の1969年12月12日、毎日新聞によるスクープを発端として犯人像と一致するところの多い元運転手の男性Aの存在が明るみに出た。警視庁は同日早朝にAを任意同行させ、軽微な脅迫事件での別件逮捕も利用してAを厳しく取調べた。また、マスメディア各社も早くからAを犯人視し、実名報道で一斉にAのプライバシーを書き立てた。
ところが逮捕翌日の13日夕方になって、外部からAのアリバイを証明する通報が行われ、無実が明らかになったAは同日深夜に釈放されるに至った。その後、誤認逮捕をひき起こした捜査機関と、Aの犯人視報道に徹したマスコミには各方面から強い非難が起こり、日弁連人権擁護委員会からも非難勧告が発せられた。しかし、無実が証明された後もAは世間からの好奇の目とマスコミからの絶え間ない取材に晒され続けた。やがてAは家庭崩壊の果てに精神を病み、2008年（平成20年）に自殺した。

## 背景
1968年（昭和43年）12月10日、東京都府中市の路上において、日本信託銀行国分寺支店の現金輸送車が白バイ警官を装った人物に停車を命じられた。偽警官はダイナマイトに擬した発煙筒を用いて輸送車の乗員たちを避難させ、そのまま輸送車に乗り現場から逃走、積荷の2億9430万7500円を奪い去った。およそ3億円という空前の金額が奪われたこの事件は、世間の注目を集めたが、同時に現場には大量の物証が残されていたため、事件は早期に解決されるものと予想されていた。
ところが、多数の物証は逆に捜査系統を混乱させ、ゆき詰まる捜査に警察は焦りを感じていた。警察が世間の非難を浴びるなか、捜査陣には名刑事と謳われた平塚八兵衛も投入されたが、なおも事件には解決の糸口すら見出せなかった。事件から1年を経た頃には、投入された捜査員は7万2000人、取調べを受けた被疑者は1万2000人にのぼっていた。

## 疑惑の元運転手
1969年（昭和44年）11月頃、捜査陣は、事件前に銀行などに届けられていた脅迫状の再調査を行っていた。その中で捜査陣は、脅迫状のカナ遣いや記号、分かち書きの特徴から、犯人がカナタイプ経験者である可能性に改めて注目した。そして、都内のタイプ学院や多摩地域のテレックス導入所などを調査した結果、同月18日、犯人のモンタージュ写真に人相が似た人物として、カナダ小麦局在日事務所職員である26歳の男性、Aが捜査線に浮上した。Aにはタイプ経験や容貌の他にも、
- 牛乳配達員やタクシー運転手の経験から、高い運転技術と現場周辺の土地鑑を持つ
- 脅迫状から検出された犯人のものと血液型が一致する
- ジュラルミンケースから検出されたものと土質が似ているとされた恋ヶ窪への居住歴がある
- 事件に関連して掛けられた脅迫電話と声が似ている
- 所有するバイクや出身高校の制服、鳥打帽が犯人のそれと似ている
- 事件発生の2日後に転居し、その後勤務先を欠勤したうえに退職している
- 金に困って質屋通いをしていた
- 友人とともに電車に乗っていた際、「刑事が尾行している」と囁いて電車から飛び降りたことがあった
- 新聞で報道される三億円の犯人像と自分が似ている、と触れ回っていた

などの点で犯人として疑われる部分があった。また、現金輸送車の乗員などの目撃者にAの写真を見せたところ、「全般的に似ている」「これまで見せられた写真の中では一番良く似ている」「目が優し過ぎる」などの証言が得られていた。
カナタイプと運転技術方面を担当した捜査班は、この段階でAを8割の確率で犯人と考えていたという。その一方、Aの私信から筆跡鑑定を行った科捜研文書鑑定課長の町田欣一は、「絶対に筆跡が違う」として捜査方針に反対した。また、事件後にもAの金回りに変化がないなど否定的な材料もあったため、捜査本部はAの調べについては慎重かつ秘密裏に進めることとしていた。

## 毎日新聞によるスクープ
ところがこのAに対する疑惑は、「三億円事件に重要参考人 府中市の元運転手」と題した同年12月12日付毎日新聞朝刊社会面トップのスクープ記事によって、日本中の知るところとなってしまう。このスクープ記事は、上記のようなAの疑わしい点を並べる一方、筆跡の不一致や物証の欠如など、否定材料も僅かながら取り上げている。しかしながら、記事は彼を「A」とアルファベット1文字で匿名ながら呼び捨てにするもので、全体としてAが犯人であるとの印象を与えるものであった。
捜査関係者らは、現場の刑事にすら周知されていないはずの特捜本部の極秘情報が、毎日新聞に漏れたことに狼狽した。一方、スクープ記事の筆者であった毎日新聞社会部記者の井草隆雄は、捜査情報を自分にリークしたのは他ならぬ平塚八兵衛である、と後になって告白している。井草によると、記者嫌いの平塚と例外的に懇意にしていた彼は、スクープ前日の11日夜、電話で平塚の自宅に呼び寄せられたのだという。井草は、渡された捜査資料を平塚の自宅ですべて書き写したが、その時の平塚は「初動で散々喰い散らかされている」と漏らすなど、捜査に乗り気ではなかったという。当初の井草も、「筆跡が違う」との平塚の言葉から、Aの存在は「まだ書けないネタ」と考えていた。しかし、記事化を強く迫る本社サブキャップに押され、筆跡のような否定材料も入れることを条件に原稿を執筆したのだという。このため、記事の掲載面も1面トップは避けられ、社会面トップとされることになった。
一方、警視庁刑事部長であった土田國保は、毎日新聞からの問い合わせによって、11日深夜にはスクープの存在を把握していた。情報漏洩に驚愕した土田はすぐさま、社会部部長に対し記事の差し止めを要請した。だが、その時には既に輪転機が回り始めていたため果たせず、報道によるAの逃亡を恐れた警視庁は、即座に見切り発車でAの身柄拘束を余儀なくされた。

## 取調べと報道

### 取調べ初日
朝刊が配達される前の12日朝6時過ぎ、捜査員らはAの自宅を訪れ、Aに任意同行を求めた。そして報道陣の目を避けるため、Aは捜査本部の置かれていた府中署ではなく、三鷹署へと連行された。名目こそ任意同行であったが、Aは直後の8時から深夜1時頃まで、食事の間も休みなく、事件についての取調べを受け続けた。
取調べにおいてAは、1年前の12月10日、自分は池袋の宝石会社で採用試験を受けていた、と主張した。ところが、捜査員の調べでは池袋にAの主張するような会社は存在せず、この矛盾に捜査陣はAへの疑惑を深めていった。なかでも平塚は、「おまえが犯人でなくて、誰が犯人なんだよ」「やったんだろう、やったに決まっている」とAを激しく怒鳴りつけた。のみならず、Aは無実ではないかと疑問を抱いた捜査員に対しても「あれがホシでなかったら、誰がホシになるんだ、ホシに間違いないだろうが」と怒声を浴びせたという。また、取調べについてAは、髪を引き毟られ、土下座を強要され、口元を出血するほど何度も殴られた、と後に回顧している。

### 報道初日
12日の夕刊は、毎日新聞のみならず各紙が、匿名ではあったがAの容疑を大々的に報じた。また、テレビとラジオも同じくこれを報道した。しかしこの段階では、朝日新聞が「アリバイが成立すれば完全に白ということになる。むしろ、その可能性の方が分があるという感じがする」との土田刑事部長の談話を載せ、サンケイ新聞は「クロシロについては五分五分だ」との武藤三男捜査一課長の談話を載せるなど、中立的なニュアンスとなっている。ところが毎日新聞は他社と論調を異にし、「ほぼ犯人に間違いない」との目撃者の証言を載せ、Aの勤務先について「犯人にとっては絶好の隠れ場所」と書くなど、クロの印象を鮮明にした報道姿勢をとった。
しかし、調べによっても未だ成立しないアリバイに、警察とマスメディアはA犯人説へと傾斜してゆく。同日夜に府中署で開かれた記者会見では、「ホシ以上のゲロをしたよ」と武藤が上機嫌でコメントし、Aの犯人性を疑う発言をしたジャーナリストが、他の記者らに取り囲まれて会見場から追い出されるまでに至った。サンケイ新聞の現場キャップであった細谷洋一によれば、現場担当の記者たちはAをシロと見ていたが、警視庁記者クラブ担当はクロに近い感触を得ており、現場記者は板挟みの状況にあったという。

### 別件逮捕
各紙夕刊による集中報道は、またも捜査方針に大きな影響を与えたという。Aを帰宅させれば証拠隠滅の恐れがあり、過熱する報道陣に危害を受ける可能性もあった。この状況下で、捜査陣はAの別件逮捕に踏み切ったとされる。
12日の23時半頃、Aは2件の脅迫を容疑として逮捕された。1件は1968年9月の事件で、滞納していた代金の回収に訪れた月賦百貨店の集金人と口論になり、その際に包丁を集金人に見せて追い払ったというもの。もう1件は同年12月の事件で、アパートの鍵が壊されたことを、かねてから不仲であった家主夫妻の仕業と考え、夫妻の留守中に、夫妻の部屋のタンスに包丁を突き刺して脅した、というものであった。
しかしAは、前者の事件については、集金人に肩を掴まれて屋外に引き出されそうになったため、喧嘩にならないよう包丁を見せただけであり、実際に使用するつもりはなかった、と主張している。後日、集金人の上司が謝罪に訪れ、その際にAも滞納していた代金を払ったことで事件は収まったのだという。後者の事件についても、翌日に家主の母に謝罪することで円満に解決した、とAは主張している。また被害者の側も、百貨店の集金人は「その折りはビックリしたが、別に〔A〕さんがひどいとも思わなかったし、彼を罰してほしいとも思わなかった」と語り、Aを告訴したことも処罰を求めたこともない、と語っている。家主の母も、Aの別件逮捕については「私としては一年も前に起きたことであり、しかも円満に話がついていたことでもあり、大変心外に思っております」と抗議の言葉を述べている。
この二つの事件は東京地検八王子支部へ送致されたが、この件で警察が取調べにあてた時間は90分程度に過ぎず、Aは取調べ時間の大部分で三億円事件についての追及を受け続けた。

### 報道2日目
Aが逮捕された段階での13日朝刊で、各紙はAの顔写真を載せたうえで実名報道へ切り替え、さらに住所や職歴などについても詳しく報じた。報道は、数面を割いてAのプライバシーに言及する一方、逮捕の恐喝容疑については警察発表を十数行載せるのみであり、別件逮捕の問題点を指摘する報道はほぼ皆無であった。
なかでも毎日新聞は、1面トップ大見出しでAの逮捕を報じ、「アリバイ成立たず 核心には『覚えていない』」「当日の日記、空欄」などの見出しも掲げた。社会面でも連載コラムを除いたすべての紙面でAのプライバシーを報じ、「図々しい男」「ホラ吹き」「やりかねない男ですよ」「ずぼら」などといった知人の声を掲載した。そして、「〝灰色の男〟〔A〕の青春」との大見出しとともに、Aの顔写真に白バイのヘルメットを合成し、犯人のモンタージュと並べるという異常な紙面構成をとった。当時の整理部デスクであった根来昭一郎は、この合成写真について、校了時間になっても社会面の原稿は取材中で一枚も上がってこず、紙面を埋めなければとの焦りから写真を掲載してしまった、と回顧している。
夕刊になっても各紙は、「供述はいぜん二転、三転」（読売）、「次々くずれるアリバイ〔A〕」（東京）、「なぜウソをつく〔A〕、平然と忘れた、振り回された捜査陣」（サンケイ）などの見出しのもと、Aを犯人視する報道を続けた。ただ朝日新聞のみが、朝刊で「犯行、時間的に無理か 本部内にも〝白〟説」「『犯人？ バカバカしい』 怒る父親」といった見出しを掲げ、別件逮捕問題にも言及するなど、抑制的な報道を維持した。

### 市井の反応
三億円事件のモデルとされる小説『血まみれの野獣』の著者であり、事件発生当初から注目を集めていた作家大藪春彦は、12日の段階で「犯人が地元にそのまま住んでいること自体、不自然だし、顔もある程度モンタージュ写真に似ているだけに、かえっておかしいと思った。だいたい、〔A〕という人は、ぼくの推理する真犯人のイメージと合わない。真犯人は冷静で計画性にとみ、人の心理を読むのがうまい。鉄棒をふりあげて下宿の老婆をおどしたり事件前から金が欲しいと口ばしったり、ホンボシはそんなチンケなやつじゃない」と、Aの無実を取材陣に対し明言している。
一方、免田事件の冤罪死刑囚として獄中にいた免田栄は、A逮捕の報道を読んでAクロ説の旗振り役となり、Aシロ説を主張する他の囚人らと論争になったという。しかし、Aが誤認逮捕であったという報道は検閲のため獄中には届かず、長らく免田はAが三億円事件の真犯人であると思い込んでいた。そのため、免田が再審無罪で出所した後に「人権と報道を考えるシンポジウム」でAの妻と同席した際、免田はAの妻に顔向けができなかったという。

### アリバイの判明
12月13日もAは朝7時から取調べを受け、池袋でのアリバイの実地検証や、アパートの家宅捜索も行われた。アパートからは事件の新聞の切り抜き3枚、鉄パイプなどが押収された。Aは事件当日のアリバイを主張し続けていたが、前日の調べから一睡もできず、留置場では自殺も考えていたという。
ところが同日17時頃、日本橋に在する貿易会社から、Aは1年前の12月10日朝10時から自社で採用試験を受けていた、との通報が捜査本部へもたらされた。Aの試験を担当した面接官は、自分の息子と同じ高校の出身というAの学歴などが印象に残っていた。そして、13日朝の実名報道でAが三億円事件の被疑者となっていることを知り、社の人事課の記録から、事件当日のAのアリバイを警察へ証言した。この証言によりAの潔白は証明され、同日23時過ぎ、昨朝の任意同行から41時間ぶりに三鷹署から釈放された（「池袋の宝石会社」というAの供述は記憶違いに過ぎなかった）。
しかし、アリバイ通報が夕方にあったにもかかわらず、Aの取調べは深夜まで継続されている。これは、翌日朝刊校了までの時間をなくし、報道での警察批判を抑制させようとする試みであったと指摘されている。また、Aは釈放後に警察から「まだ完全なシロじゃないんだ。犯人が挙がっていないんだから灰色だ」と言われたという。

## 釈放後
釈放後の記者会見においてAは、「捜査本部の人たちの無実の証明によって釈放になり、心から感謝しております。二日間は苦しかったが、いい経験であり、失ったものより得たもののほうが多かった」と語り、警察に対する恨みを述べることはなかった（警察は貿易会社からの通報をAに知らせておらず、Aは捜査員らの努力によって自身のアリバイが証明されたと思い込んでいた）。一方、同席したAの父親は「家族や親類は大きな恥辱を受けた。これを報道した関係者をうらみたい気持である」と語った。

### 警察の反応
刑事部長の土田は、「結果的に、まるで犯人のような印象を与えてしまったことは誠に申訳ない」と謝罪した。しかし同時に、「別件と本件とを問わず容疑があれば身柄をとって調べるのは必要なことだ」として、別件逮捕は違法でも人権侵害でもないと強調した。捜査一課長の武藤は、「〔Aが〕アリバイを正しく主張しないで、あいまいな態度だったので、かえって疑惑を深めることになった」と述べた。警視総監の秦野章も「この捜査方法以外にやり方はなかったと思う」と語り、刑事局長の高松敬治も「今回のケースでの別件逮捕はやむを得なかったもので、違法ではない」と述べた。
法務大臣の西郷吉之助は「人権蹂躙の疑いがあるかどうか人権擁護局に早急に調査させる」とコメントしたが、対する東京法務局人権擁護部は「情報を集めているが、本省（法務省）の指示がないので、態度は決めていない」とも回答している。作家の松本清張は誌上で、土田刑事部長と武藤捜査一課長はA家へ直接出向いて謝罪せよと公開状を発したが、その後はAの実家に2人の部下が謝罪に訪れたのみで、A当人への訪問謝罪はついになかったという（なお土田と武藤は12月18日、兵庫県神戸市在住の男性によって公務員職権濫用罪で刑事告発されている）。

### メディアの反応
一方、各紙は12月14日朝刊で呼び捨て報道を「さん」付けに切り替え、各紙とも大々的にAの無実を報じるとともに、当局による別件逮捕や捜査の行き過ぎなどを批判した。15日朝刊では社説やコラムで事件を取り上げ、先日までの報道については各紙とも反省と自戒の弁を述べた。
毎日新聞は、社説に加え「三億円事件の反省」と題した社会部部長の谷畑良三による署名記事を掲載し、「結果的に捜査当局のあやまちを紙面のうえでチェックする姿勢を欠いたことと、〔A〕さん一家にご迷惑をおかけしたことに対する、きびしい反省を今後に生かしたい」と書いた。しかしその一方で同記事は、自社報道が容疑に否定的な材料も挙げていたと弁解したうえで、「警察の誤認逮捕が、しばしば新聞記者の取材によって明らかにされ、無実の罪が晴らされることがあるのは、こうした新聞の自主的機能を示すものである。今回の報道もこの原則にのっとったものであった」とも書いている。また、騒動の発端となった井草は、A釈放の数日後に編集局次長に呼び出され、「あれはあれで特ダネだった」と、密かに金一封を授与されたという。

## 日弁連による勧告
この事件で、警察発表に追随し続けたメディアには世間から大きな非難が寄せられ、別件による誤認逮捕を招いた警察にも、法曹界を中心に大きな批判が巻き起こった。日本弁護士連合会（日弁連）人権擁護委員会も、12月20日の例会において「三億円別件逮捕調査特別委員会」を設置し、警察とメディアによる人権侵害の実態調査に乗り出した。また、A当人も翌1970年（昭和45年）2月に日弁連人権擁護委員会へ調査申立てを行った。
警察に対する調査の結果として委員会は、同年12月に警察庁長官、警視総監、各都道府県警察本部長、国家公安委員会、各都道府県公安委員会、最高裁長官、各高裁長官・地裁所長、検事総長、各高検検事長・地検検事正へ向けた警告を発し、「軽微で取るに足りない脅迫事件で逮捕して、これを三億円事件の取調に利用したといわざるをえない。このことは基本的人権の尊重を謳い、逮捕勾留など身柄拘束につき厳格なる令状主義による司法抑制を定めた憲法および刑事訴訟法に明らかに反し、許されない」と強く述べた。この調査結果は、逮捕状の発布にかかわった裁判官にまで警告を発している点で、異例のものとして注目を集めた。
続くメディアに対する調査結果として委員会は、アリバイ判明の端緒となったのも新聞報道であるという事実はあるにせよ、「別件逮捕の段階であり、かつ否定材料の存在することが捜査当局から発表されているにも拘らず、〔A〕氏の氏名を明らかにし、同氏が三億円事件についての容疑が極めて強い印象を与える強烈な記事を掲載したことは〔A〕氏の人権を侵害するものである。特に毎日新聞のこれに関する報道は、同社の自認するように〔A〕氏の人権を無視するものがあったといわねばならない」と結論した。翌1971年（昭和46年）3月、委員会は朝日・毎日・読売・日経・サンケイ・中日の6社社長に宛て、犯罪報道に当たっては被疑者の名誉と人権を尊重するよう勧告を発した。
その後、Aは毎日新聞社と警視庁に対し損害賠償を請求した。しかし、訴訟は弁護士に任せきりであったため、毎日新聞社とは30万円で和解し、警視庁に対する訴訟はなし崩し的に取り下げられたという。

## 続く報道被害
一橋大学名誉教授であった植松正は、Aの前途について「犯人でないという証明書を持っているようなものだから、人から白眼視されるなどという心配は全くない」「むしろ〔脅迫事件を起こすような犯罪傾向から〕これを機会に更生できるかもしれない」と楽観的に書いた。しかし実際には、Aとその親族はなおも続く報道被害に苦しみ続けた。
事件後、Aは当時勤務していたカナダ小麦局を退職した。しかし、「三億円事件重要参考人」のレッテルが剥がれることはなく、勤め口を失ったAはアルバイトを転々とした。マスコミも、毎年12月が来るたびに取材を繰り返した。「黙ってたって載せるんだぞ」と怒鳴る記者もおり、郵便受けには「中にいるのだから出てこい」とのメモも入れられた。廃品回収をすれば「三億円が廃品の中にあるといいね」と声をかけられ、タクシー運転手をすれば「やっぱりお前が犯人だろう」と客に絡まれたという。
警察から関係を事情聴取されたことによって親しい友人も失い、兄弟の縁談も破談となった。身内からは自殺未遂者も出し、Aは唯一の味方であった肉親からも白眼視されるようになった。誤認逮捕から3か月後の1970年3月には、銀座の宝石店「天賞堂」の社長を名乗る人物から「人柄を見込まれて」養子縁組をされた。しかしこの人物は会社の経営権を実子に奪われており、Aの養子縁組もマスコミの注目を集める政争の具に過ぎなかった。2年後、Aは投げ出される形で養子縁組を解消され、その経過もまた逐一マスコミに報道された。
翌1971年1月にAは、励ましの手紙を貰ったことで知り合った女性と結婚した。しかし、家庭では子供を幼稚園にも通わせられず、ポストには南京錠を幾つも付け、昼間からカーテンを閉め切って過ごす日々であったという。Aの妻はAが定職を得るまでの7年間夫と3人の子供を養い、毎日新聞の配達員をしなければならない時期さえあった。Aの妻は心労から3回の手術・入退院を繰り返し、また夫妻の長男は小学校低学年の時、有刺鉄線に頭を突っ込んで自殺を図っている。
そしてついに1984年（昭和59年）、『アサヒ芸能』10月11日号の記事がA一家を取り上げ、Aの顔写真や家の全景写真とともに干した洗濯物の種類までを書き立てた。「犯罪者たちの経歴」と題されたこの記事に、Aは衝撃の余り入院を余儀なくされた。同年12月、夫妻は居住地の市役所と交渉し、第三者が一家の戸籍と住民票を閲覧することができないようにした。そして1986年（昭和61年）4月、夫妻はマスコミから子供たちを守るために離婚した。

## 報道資料の差止め要請
翌1987年（昭和62年）2月、Aと元妻は連名で、朝日・読売・毎日・サンケイ・東京の5紙、NHK・フジテレビ・日本テレビ・TBS・テレビ朝日・テレビ東京の6局、そして共同通信に対し申入書を発送した。その中で夫妻は、各社が保管するAの逮捕報道映像を夫妻に無断で売買・貸与しないよう要望した。そしてこれに対し、各社とも要望の実施を確約した（東京新聞は写真部長名で当該映像を使用不可とし、日本テレビは当該映像を廃棄した。朝日新聞のみ当初は回答を避けていたが、交渉の結果、7月に他社と同じく要望の実施を確約した）。
続く同年9月にAの妻は、事件記事の縮刷版からAのプライバシーについての報道を削除するよう、前記5紙に対し要望を行った。これに対してはまず朝日が、国立国会図書館を始めとした全国の図書館約200館、そして都道府県と主要都市の教育委員会へ妻の意向を伝える文書を発送した。読売と毎日も国会図書館へ依頼文を送り、その結果、各紙縮刷版の1969年12月号には、閲覧者に対して関係者の人権に配慮するよう求める注意書きが添付されることとなった（サンケイと東京は社外向けの縮刷版自体を作成していない）。日本最大級の雑誌資料館である大宅文庫も同様の措置を講じたが、縮刷版自体を削除するという要請はいずれも退けられた。
さらに続いてAの妻は、事件当時に警察が公表した、事件の象徴たる白バイ男性のモンタージュ写真についても、読売・毎日・サンケイの3紙およびNHK・フジテレビ・日本テレビ・TBS・テレビ朝日の5局に対し、その取扱いについてA家の心情を考慮するよう申入れを行った。これについても各社は概ね「細心の注意を払って取り扱う」と回答したが、NHKとフジテレビからの返答はなかった。

## Aの死
報道による二次被害と闘い続けたAの妻は、この資料差止め要請が決着をみた直後の1989年（平成元年）10月、クモ膜下出血により46歳で死去した。その後のAには奇妙な言動が増えるようになり、精神科に入院した後は生活保護を受けて暮らすようになった。2000年（平成12年）11月に、Aは「旅に出ます」と書き残して自宅を離れ、連絡がつかなくなった。
2008年（平成20年）9月、Aは沖縄県那覇市の民宿で、包丁で自らの腹を刺した末に5階の自室から投身自殺した。旅先から子供に時折届いた手紙には、事件に巻き込まれた恨みが隙間なく綴られていたという。その後、Aの遺骨は妻の実家の、妻と同じ墓に葬られた。

### 書籍
- 浅野健一『犯罪報道は変えられる』日本評論社、1985年。ISBN 978-4535575844。
- 草野光子「人生を歪めた『三億円』報道への反逆」『報道被害 - 11人の告発』創出版、1991年、171-194頁。 NCID BN06901851。
- 佐藤友之『虚構の報道』三一書房〈三一新書 983〉、1987年。ISBN 978-4380870002。
- 産経新聞「戦後史開封」取材班『戦後史開封』 昭和40年代編、産経新聞ニュースサービス〈扶桑社文庫 さ7-3〉、1999年（原著1995年、1996年）。ISBN 978-4594027094。
- 高杉晋吾 著「自省なきジャーナリズムの墓標」、『マスコミ市民』編集部 編『メディアの犯罪 - 報道の人権侵害を問う』日本マスコミ市民会議〈マスコミ市民叢書〉、1985年、31-64頁。ISBN 978-4880295015。
- 永瀬隼介『疑惑の真相 -「昭和」8大事件を追う』角川書店〈角川文庫 な 45-5〉、2010年（原著2001年）。ISBN 978-4043759057。
- 前坂俊之『冤罪と誤判』田畑書店、1982年。ISBN 978-4803801606。
- 山前譲「解説」『長編ハード・アクション 血まみれの野獣』大藪春彦著、光文社〈光文社文庫 お-1-31〉、2001年（原著1969年）、278-283頁。
- 別冊宝島編集部 編『証言 昭和史のミステリー』宝島社〈宝島SUGOI文庫 Aへ-1-204〉、2019年。ISBN 978-4800299741。
- 日本弁護士連合会人権擁護委員会 編『日弁連 人権侵犯申立事件 警告・勧告・要望例集』 1 1950〜1974年度 警察官、検察官、裁判官、刑務所職員、税務署員、その他の公務員、報道機関、宗教団体、医療機関、市民、教育機関等、企業、その他による侵害、明石書店、2005年（原著1977年）。ISBN 978-4750322179。

### 雑誌
注記：Aは一時期実名を公表して活動していたが、その後夫妻による「取材拒否宣言」がなされた経緯に鑑み、下掲記事名および著者名においても実名は伏せる。
- A「特別寄稿“ぼくは獄中で「自殺」を決意していた！”」『女性自身』第13巻第10号（通巻第565号）、光文社、1970年3月、54-56頁。
- 草野光子「メディアが奪う人権 三億円事件報道に巻き込まれて」『朝日ジャーナル』第30巻第28号（通巻第1540号）、朝日新聞社、1988年7月、24-27頁、ISSN 0571-2378、NAID 40004492092。
- 植松正「別件逮捕問題 - 三億円盗難事件の余波（二）」『時の法令』第703号、朝陽会、1970年2月、24-33頁、ISSN 0493-4067、NAID 40002673905。
- 庭山英雄「別件逮捕と被疑者の人権 - 三億円事件容疑者誤認逮捕問題を契機として」『法学セミナー』第168号、日本評論社、1970年2月、11-17頁、ISSN 0439-3295、NAID 40003471596。
- 松本清張「特別発言 3億円事件捜査1課長への公開状 - 刑事部長と同行、〔A〕家に謝罪せよ」『週刊文春』第11巻第51号（通巻第553号）、文藝春秋、1969年12月、28-30頁。
- 「あの〔A〕クンが養子縁組？ 天賞堂の30億円相続争い」『週刊ポスト』第2巻第12号（通巻第31号）、小学館、1970年3月、158-159頁。
- 「コヅカレて感謝？〔A〕クン」『週刊サンケイ』第19巻第1号（通巻第980号）、サンケイ出版、1970年1月、146頁。
- 「特集 3億円容疑者の隠密作戦が大報道になった真相」『週刊新潮』第14巻第52号（通巻第721号）、新潮社、1969年12月、130-134頁、ISSN 0488-7484。
- 「特別取材 3億円事件の真犯人がほくそえんだ2日間 - ホシあつかいされた〔A〕さんはいま…『違う！真犯人はこんな男』と大藪春彦氏」『週刊明星』第12巻第52号（通巻第597号）、集英社、1969年12月、174-176頁。
- 「［特別読物］『3億円事件』で誤認逮捕『モンタージュ写真の男』は今年9月に自殺した！」『週刊新潮』第53巻第48号（通巻第2674号）、新潮社、2008年12月、146-149頁、ISSN 0488-7484、NAID 40016363711。